# (4582) Hank
(4582) Hank est un astéroïde de la ceinture principale.

## Description
(4582) Hank est un astéroïde de la ceinture principale. Il fut découvert le 31 mars 1989 à l'Observatoire Palomar par Carolyn S. Shoemaker. Il présente une orbite caractérisée par un demi-grand axe de 2,68 UA, une excentricité de 0,15 et une inclinaison de 12,5° par rapport à l'écliptique.

## Compléments